# Karl Kloter
Karl Kloter (* 30. September 1911 in Lengnau; † 13. August 2002 in Luzern, katholisch, heimatberechtigt in Zürich sowie Luzern) war ein Schweizer Schriftsteller.

## Leben
Karl Kloter kam als Sohn des Hotelconcierge Leo Kloter und der Ida geborene Angst zur Welt. Kloter absolvierte eine Ausbildung zum Bäcker, bevor er ab 1939 als Stanzer in Zürich beschäftigt war. Er vertrat die Sozialdemokratische Partei in den Jahren 1965 bis 1974 im Zürcher Gemeinderat.
Karl Kloter, der 1939 Martha Josefina geborene Schürch ehelichte, verstarb am 13. August 2002 knapp vor Vollendung seines 91. Lebensjahres in Luzern. Er war der ältere Bruder des Nationalratsabgeordneten Theodor Kloter.
Gefördert durch Otto Steiger, Carl Seelig, Werner Weber und August E. Hohler veröffentlichte Karl Kloter zunächst Gedichte, anschliessend hauptsächlich autobiografisch gefärbte Romane, in denen die sozialen und menschlichen Probleme der Arbeiter thematisiert werden. In seinem 1969 erschienenen Roman Salvatrice setzte er sich mit den Problemen der Gastarbeiter auseinander. Im Jahr 1999 wurde Karl Kloter mit dem Preis der Jaeckle-Treadwell-Stiftung ausgezeichnet. Kloters Nachlass ist im Schweizerischen Literaturarchiv aufbewahrt.

## Werke (Auswahl)
- Fabeln und Gedichte, 1949
- Markus: ein Entwicklungsroman aus unserer Zeit, 1959
- An beiden Ufern: Novelle, 1960
- Kennen Sie Didier? Roman, 1966
- Egon Feldweg: Erzählung, 1978
- Wo die Väter fehlten: Roman, 1979
- Nichts ist in Ordnung ...: Gedichte, 1981
- Martin Konvent: Erzählungen, 1985
- Irrwege und Heimwege: Prosa, Lyrik, Dokumente, 1995, mit Bibliographie